# Katrien Vandendries
Katrien Vandendries (Furnes, 24 de agosto de 1970) es una actriz belga de origen flamenco. Se graduó en 1994 en el "Studio Herman Teirlinck". En 2003 interpretó su primer personaje principal como actriz a "Dani Wauters",  una serie de televisión policial llamada "Zone Stad"
En 1995 retornó a los escenarios nuevamente, en la que obtuvo participaciones en casi 100 actuaciones, esta vez a nivel internacional, bajo contrato de una empresa de producciones llamada "Harlekijn in Afrika". También participó como actriz de Teatro, como en el Theater Froe Froe, Arca, Het Toneelhuis y Publiekstheater.
Katrien Vandendries está casada con el actor flamenco Gert Lahousse. Ambos tienen dos hijos: un hijo y una hija.

## Filmografía
- Thuis (1996-1997) - Carolien
- Onbekend (1998)
- F.C. De Kampioenen (1998) - Annemie
- Chris & Co (2001)
- Wittekerke (2001) - Els Coudenijs
- Flikken (2001) - Sofie Houtman
- Spoed (2002) - Annette Verschuren
- Koffie verkeerd (2003)
- De zaak Alzheimer (2003) - verpleegster
- Sedes & Belli (2003) - Pascale Mertens
- Zone Stad (2003-heden) - Dani Wauters
- Waterspiegel (2005)
- Sara (2008) - Elisa Degroot
- Vermist (2008)
- Goesting (serie) (2009) - Veronique
- Witse (2010) - Karla Meeuws
- Salamander (2012-2013) - Sylvia

- Datos: Q2927559